# Late Night with the Devil
Late Night with the Devil ist ein Horrorfilm von Cameron und Colin Cairnes. Der Found-Footage-Film mit David Dastmalchian in der Hauptrolle als Fernsehmoderator, der seine Late-Night-Show mit einem Special zu ausschließlich übernatürlichen Phänomenen zu retten versucht, feierte im März 2023 beim South by Southwest Film Festival seine Premiere und kam im April 2024 in die australischen Kinos. Der Kinostart in Deutschland erfolgte Ende Mai 2024.

## Handlung
Der Fernsehmoderator Jack Delroy hat sich mit seiner Erfolgsshow Night Owls eine Fangemeinde aufgebaut, die sich über die ganzen Vereinigten Staaten verteilt. Nach dem Tod seiner Ehefrau Madeleine nimmt er sich eine einmonatige Auszeit. Als er wieder zurückkehrt, muss er feststellen, dass die Einschaltquoten der Show stark zurückgegangen sind. Zudem befindet sich Delroy in einem direkten Konkurrenzkampf um die Einschaltquoten mit The Tonight Show Starring Johnny Carson.
Um seine Show zu retten, plant Delroy zu Halloween 1977 ein Special zu ausschließlich übernatürlichen Phänomenen. Es ist die sechste Staffel von Night Owls with Jack Delroy, und zu den Gästen zählen der Hellseher Christou, der Magier Carmichael the Conjurer, die Autorin June Ross-Mitchell, das ehemalige Sektenmitglied Lilly D’Abo und die Musikerin Cleo James.

## Produktion

### Regie und Drehbuch
Regie führten die Brüder Cameron und Colin Cairnes, die gemeinsam auch das Drehbuch schrieben und den Filmschnitt übernahmen. Cameron Cairnes gibt mit Late Night with the Devil sein Regiedebüt. Colin Cairnes führte zuvor bereits bei Filmen wie 100 Bloody Acres und Scare Campaign Regie. Einige Charaktere im Film sind Anspielungen auf reale Personen. Zum Beispiel ist die Rolle des skeptischen Magiers Carmichael Haig eine Anspielung auf James Randi.
Es handelt sich bei Late Night with the Devil um einen Found-Footage-Film.

### Besetzung und Synchronisation
| Darsteller         | Synchronsprecher  | Rolle              |
| ------------------ | ----------------- | ------------------ |
| David Dastmalchian | Marius Clarén     | Jack Delroy        |
| John Leary         | Boris Freytag     | Barry              |
| Ian Bliss          | Wolfgang Wagner   | Carmichael Haig    |
| Tamala Shelton     | Yenny Kunjappu    | Carol              |
| Fayssal Bazzi      | Samir Fuchs       | Christou           |
| Paula Arundell     | Verena Unbehaun   | Diane              |
| Rhys Auteri        | Christian Intorp  | Gus McConnell      |
| Laura Gordon       | Sarah Riedel      | June Ross-Mitchell |
| Josh Quong Tart    | Nic Romm          | Leo Fiske          |
| Ingrid Torelli     | Anni C. Salander  | Lilly              |
| Georgina Haig      | Giuliana Jakobeit | Madeleine Piper    |
| Christopher Kirby  | Stefan Bräuler    | Phil               |
| Gaby Seow          | Maxi Geithner     | Sammy              |
| Steve Mouzakis     | Viktor Neumann    | Szandor D'Abo      |

Der US-Amerikaner David Dastmalchian, bekannt aus den Filmen Ant-Man und Ant-Man and the Wasp, spielt in der Hauptrolle den Fernsehmoderator Jack Delroy. Josh Quong Tart spielt den Produzenten Leo Fiske und Fayssal Bazzi den Hellseher Christou. Ian Bliss spielt Carmichael the Conjurer und Laura Gordon, bekannt aus Filmen wie Saw V und Streamline, die Parapsychologin Dr. June Ross-Mitchell, die in Delroys Sendung ihr neuestes Buch vorstellt. Die Nachwuchsschauspielerin Ingrid Torelli spielt ein ehemaliges Sektenmitglied namens Lilly D’Abo, die Dr. Ross-Mitchell in die Sendung begleitet.
Die deutsche Synchronisation entstand nach einem Dialogbuch von Ralf Pel und der Dialogregie von Torsten Sense im Auftrag der RRP Media UG in Berlin. Dem im Original von Michael Ironside gesprochenen Erzähler leiht in der deutschen Fassung Sven Brieger seine Stimme.

### Dreharbeiten und Filmmusik
Die Dreharbeiten fanden in den Docklands Studios in Melbourne statt. Kameramann Matthew Temple war zuletzt für eine Reihe von Fernsehserien tätig, darunter Frayed, Five Bedrooms und Crazy Fun Park.
Die Filmmusik komponierten Glenn Richards und Roscoe James Irwin. Richards ist vor allem als Gitarrist und Singer-Songwriter der australischen Rockband Augie March bekannt. Der Trompeter Irwin ist ebenfalls als Singer-Songwriter tätig.

### Marketing und Veröffentlichung
Die Weltpremiere von Late Night with the Devil fand am 10. März 2023 beim South by Southwest Film Festival statt. Im Juni 2023 wurde der Film beim Sydney Film Festival gezeigt. Im Oktober 2023 wurde er beim Sitges Film Festival und beim London Film Festival vorgestellt und im November 2023 beim Stockholm International Film Festival. Anfang März 2024 wurde der erste Trailer vorgestellt. Am 22. März 2024 kam der Film in die US-Kinos, ausgewählte kanadische Kinos und startete auch im Vereinigten Königreich. Der Kinostart in Australien erfolgte erst am 11. April 2024. Ebenfalls im April 2024 wurde er beim Fantasy Filmfest erstmals in Deutschland gezeigt. Am 19. April 2024 wurde er in das Programm des US-amerikanischen Video-on-Demand-Anbieters Shudder aufgenommen. Der Kinostart in Deutschland erfolgte am 30. Mai  2024.

## Rezeption

### Altersfreigabe
In den USA erhielt der Film von der MPAA ein R-Rating, was einer Freigabe ab 17 Jahren entspricht. In Deutschland wurde der Film von der FSK ab 16 Jahren freigegeben. In der Freigabebegründung heißt es, die Geschichte sei stilecht mit den Mitteln des Fernsehens der 1970er Jahre erzählt, mit viel schwarzem Humor und im Verlauf der Show mit zunehmend verstörenden und gewaltsamen Wendungen. Die Perspektive des Betrachters bleibe dabei stets die eines Fernsehzuschauers. In diesem artifiziellen Rahmen seien 16-Jährige auf der Basis ihrer Medienerfahrung in der Lage, sich ausreichend vom Geschehen zu distanzieren und die einzelnen drastischen Momente zu verarbeiten.

### Kritiken und Einspielergebnis
Von den bei Rotten Tomatoes aufgeführten Kritiken sind 97 Prozent positiv bei einer durchschnittlichen Bewertung mit 7,8 von 10 möglichen Punkten, womit er aus den 25. Annual Golden Tomato Awards als Viertplatzierter unter den Horrorfilmen des Jahres 2024 hervorging. Bei Metacritic erhielt der Film einen Metascore von 72 von 100 möglichen Punkten.
David Ehrlich von IndieWire schreibt, David Dastmalchian mache das Beste aus seiner ersten Hauptrolle und spiele den Talkshow-Moderator Jack Delroy so ausdrucksstark, dass man dessen Verzweiflung förmlich auf seinem Gesicht lesen könne. Seine eingefallenen Gesichtszüge würden selbst wenn er lächelt tiefe Schatten auf sein Gesicht werfen und der einstudierten Genialität des Moderators etwas Finsteres verleihen.
Auch Christopher Diekhaus, Filmkorrespondent der Gilde deutscher Filmkunsttheater, hebt in seiner Kritik Dastmalchians nuancierte Darbietung hervor. Der sonst zumeist auf durchgeknallte Nebencharaktere abonnierte US-Schauspieler dürfe hier als schlagfertiger, ehrgeiziger, jedoch zunehmend die Kontrolle verlierender Moderator einmal die ganze Bandbreite seines Könnens zum Besten geben. Die Regisseure würden die Eskalationsschraube Schritt für Schritt anziehen, und aus kleinen Merkwürdigkeiten würden größere Irritationen, die irgendwann ins Chaos münden. Echtes Verstörungspotenzial habe der Film aber nur in seltenen Momenten, da die Horrorelemente dann doch sehr klassisch arrangiert seien. Trotz Ingrid Torellis eindringlicher Performance wirke beispielsweise eine Besessenheitspassage zu vertraut, um bei Genrekennern lange anhaltenden Schrecken auszulösen. Wie die Brüder Cameron und Colin Cairnes die 1970er-Jahre auferstehen lassen, verdiene Applaus, angefangen bei den Kostümen über das auch farblich wunderbar rekonstruierte Szenenbild bis hin zum Auftreten der Figuren, so Diekhaus. Wüsste man es nicht besser, könnte man meinen, tatsächlich einer Late-Night-Show aus der damaligen Zeit beizuwohnen.
Die weltweiten Einnahmen des Films aus Kinovorführungen belaufen sich auf 15,5 Millionen US-Dollar.

### Auszeichnungen
AACTA Awards 2025
- Nominierung als Bester Film
- Nominierung für die Beste Regie (Colin Cairnes und Cameron Cairnes)
- Nominierung für das Beste Drehbuch (Colin Cairnes und Cameron Cairnes)
- Nominierung als Beste Hauptdarstellerin (Laura Gordon)
- Nominierung als Bester Hauptdarsteller (David Dastmalchian)
- Nominierung als Beste Nebendarstellerin (Ingrid Torelli)
- Nominierung als Bester Nebendarsteller (Fayssal Bazzi)
- Nominierung für die Beste Kamera (Matthew Temple)
- Nominierung für den Besten Filmschnitt (Colin Cairnes und Cameron Cairnes)
- Nominierung für die Beste Filmmusik (Roscoe Irwin und Glenn Richards)
- Nominierung für das Beste Szenenbild (Otello Stolfo)
- Nominierung für den Besten Ton (Emma Bortignon, Manel Lopez, Pete Smith und Cameron Grant)
- Nominierung für die Besten Kostüme (Steph Hooke)
- Nominierung für das Beste Casting (Leigh Pickford)[21]

Astra Film Awards 2024
- Nominierung in der Kategorie Truly Indie Feature[22]

Australian Cinematographers Society Awards 2023
- Auszeichnung mit dem Silver Award – Spielfilme mit einem Budget von mehr als 3 Millionen AU$ (Matthew Temple)[23]

Critics’ Choice Super Awards 2025
- Nominierung als Bester Schauspieler in einem Horrorfilm (David Dastmalchian)

Saturn Awards 2025
- Auszeichnung als Bester Independentfilm
- Nominierung als Bester Hauptdarsteller (David Dastmalchian)

Sitges Film Festival 2023
- Nominierung als Bester Film im Official Fantàstic Competition (Colin Cairnes und Cameron Cairnes)
- Auszeichnung für das Beste Drehbuch im Official Fantàstic Competition (Colin Cairnes und Cameron Cairnes)